# La Loi des armes (film, 1956)
Pour les articles homonymes, voir La Loi des armes.
Pour plus de détails, voir Fiche technique et Distribution.
La Loi des armes (Gunslinger) est un film américain réalisé par Roger Corman, sorti en 1956.

## Fiche technique
- Titre original : Gunslinger
- Titre français : La Loi des armes
- Réalisation : Roger Corman
- Scénario : Charles B. Griffith et Mark Hanna
- Photographie : Frederick E. West
- Musique : Ronald Stein
- Pays de production :  États-Unis
- Format : Couleurs - 1,85:1 - Mono
- Genre : Western, Film d'action
- Durée : 83 minutes / 71 minutes selon les versions
- Date de sortie : 
  - États-Unis : juin 1956

## Distribution
- John Ireland : Cane Miro
- Beverly Garland : Marshal Rose Hood
- Allison Hayes : Erica Page
- Martin Kingsley : Mayor Gideon Polk
- Jonathan Haze : Jake Hayes
- Dick Miller : Jimmy Tonto
- Bruno VeSota : Zebelon Tabb
- Margaret Campbell : Felicity Polk
- William Schallert : Marshal Scott Hood
- Kermit Maynard : Barfly (non crédité)